# Tel Kara'a
Tel Kara'a (hebrejsky: תל קרעה, arabsky: Ras al-Akra) je pahorek o nadmořské výšce 31 metrů v severním Izraeli.
Leží v pobřežní nížině cca 10 kilometrů jihojihozápadně od centra Haify, na západním okraji vesnice Megadim, nedaleko břehu Středozemního moře. Má podobu nevýrazného návrší, které vystupuje z jinak zcela ploché krajiny. Podél západního okraje vrchu prochází dálnice číslo 2, z východní strany je sevřen tělesem železniční trati. Dál k východu okolo něj protéká vádí Nachal Megadim. Zhruba 1 kilometr jižně odtud stojí podobný pahorek Tel Sachar.